# 玉座の聖母子と天使たち (ピエトロ・ロレンツェッティ)
『玉座の聖母子と天使たち』（ぎょくざのせいぼしとてんしたち、伊: Madonna col Bambino in trono e angeli、英: Virgin and Child enthroned, with angels）は、イタリア・ゴシック期のシエナ派の画家ピエトロ・ロレンツェッティが1340年ごろ、金地の板上にテンペラで制作した絵画である。ピストイアの聖フランチェスコ教会にあった作品で、本来はもっと大きく、下部には『画家・彫刻家・建築家列伝』の著者ジョルジョ・ヴァザーリが言及した裾絵 (プレデッラ) もあったが、今では失われている。作品は1799年にフィレンツェにもたらされ、現在、フィレンツェのウフィツィ美術館に所蔵されている。

## 作品
画面の玉座の下には画家の名前と制作年 (PETRUS LAURENTII DE SENIS ME PINXIT ANNO DOMINI MCCCXL) が記されているものの、本作は18世紀以来、何度も修復を受けているためにいくつかの文字と数字は判別しずらく、正確な制作年は不明である。1315年または1340年と見られるが、ウフィツィ美術館では1340年としている。
聖母マリアは幼子イエス・キリストとともに「荘厳の聖母」 (Madonna in Majesty) の形式で玉座に座り、天使たちに取り囲まれている。聖母子は優し気な表情で互いを見つめ合い、イエスが聖母の顔を撫で、彼女の指を握る愛に溢れた仕草により2人の間の親密さが示されている。イエスは両脚を交差させているが、それは彼が最高の審判者であることを示唆するものとして、しばしば彼を表す図像に登場する。
大理石の玉座が作品の構図を支配している。玉座は厳密な正面向きで、聖母子と天使たちに占められている空間を計測し、構築している。人物たちは明らかな量感とともに描写され、繊細なキアロスクーロの効果により洗練されたものとなっている。玉座にあたっている光は光源が画面左側にあることを示しているようである。そのことは、玉座の肘宛ての部分と石の枠組みに見られる、異なった色調 (片方は明るく、もう1方は暗い) により見て取ることができる。